# Ça c'est du cinéma
Ça c'est du cinéma è un film comico francese del 1951 diretto da Claude Accursi e Raymond Bardonnet.
Si tratta di un'antologia di filmati comici dell'epoca del muto, sonorizzati, che prende come trama un'indagine condotta da Stan Laurel.
Nella versione per il mercato anglosassone, la voce del narratore è quella di Peter Sellers (non accreditato).

## Trama
Stan Laurel è una giornalista scozzese sospettato di essere una spia dal detective della polizia James Finlayson. Sebbene seguito da quest'ultimo, Stan, che sta facendo dei reportage sul mondo del cinema, riesce a farsi assumere da Mack Sennett. Debutta in Nevada, in mezzo ai cercatori d'oro. Dopo essere riuscito a riabilitare il suo nome diventa, con Oliver Hardy, una grande star della commedia.